# Larry Charles
Larry Charles, född 1 december 1956 i Brooklyn i New York, är en amerikansk manusförfattare, regissör och filmproducent. Han är mest känd som en av manusförfattarna till situationskomedin Seinfeld, där han bidrog till några av de mer mörka och absurda avsnitten. Han har också regisserat flera avsnitt av Seinfeldskaparen Larry Davids tv-serie Simma lugnt, Larry!, filmerna Borat, Brüno och The Dictator med den brittiske komikern Sacha Baron Cohen och filmen Religulous med Bill Maher.

## Biografi
Larry Charles föddes i Brooklyn i en judisk familj. Han uppträdde som ståuppkomiker på 1970-talet tills han anställdes som manusförfattare till den kortlivade teveserien Fridays, TV-bolaget ABCs svar på NBCs succé Saturday Night Live. Det inledde hans karriär inom televisionen som manusförfattare på bland annat Arsenio Hall Show, Seinfeld och Galen i dig. Det var på Fridays som han arbetade tillsammans med Larry David, som senare gav honom jobbet som manusförfattare på Seinfeld och som regissör på situationskomedin Simma lugnt, Larry!.

## Seinfeld
Larry Charles anslöt till Seinfeld under andra säsongen, eftersom han under den första säsongen var upptagen med att skriva för Arsenio Hall. Det var Larry David och Jerry Seinfeld som skrev huvuddelen av materialet de första fem säsongerna, men Larry Charles blev deras högra hand. Larry Charles lärde känna Seinfelds medskapare Larry David när denne var en del av ensemblen i teveserien Fridays. Även Michael Richards som spelade karaktären Kramer i Seinfeld var en av skådespelarna i Fridays.
Larry Charles utmärkte sig som den som bidrog till de mörkare avsnitten och scenerna. Han skrev till exempel avsnitten med nazisterna i The Limo och en psykotisk stalker The Opera och drömsekvensen i The Baby Shower där huvudpersonen, Jerry Seinfeld, blir skjuten. Larry Charles skrev till och med ett helt avsnitt, The Bet, som aldrig spelades in. I avsnittet köpte karaktären Elaine ett handeldvapen för att skydda sig själv. NBC, några ur rollbesättningen och regissören tyckte att avsnittet med vapnet var för provokativt. Larry Charles har hävdat att hans skrivande för Seinfeld var influerat av Dragnet, Stålmannen och Abbott och Costello.
Det var Larry Charles som mejslade fram karaktären Kramer, eftersom han ansåg att karaktärerna Jerry och George redan var så väldefinierade genom Jerry Seinfeld och Larry David. Han menade att han i Kramer såg en annan chans att påverka hur karaktären skulle utvecklas längre fram i serien. Det var Larry Charles som gav Kramer dennes starka misstro mot auktoriteter, speciellt tydliga i avsnitten The Baby Shower och The Heart Attack. Han skapade också Kramers gode vän Bob Sacamono, som ofta nämndes och hänvisades till i serien, men som aldrig syntes. Namnet tog han från en god vän.
Larry Charles gjorde cameoframträdanden i avsnitten The Parking Garage (man som vägrar hjälpa Elaine), The Trip Part 2 (en av de nyfikna när polisen kommer till Kramers lägenhet) och i The Airport (man som kommer ut ur stinkande toalett). Totalt noterades han som manusförfattare, ensam och som medförfattare, för 17 avsnitt under säsongerna 2-5. Han vann en Emmy Award 1992 för avsnittet The Fix-Up, tillsammans med Elaine Pope, och nominerades året efter för avsnittet The Outing.

## Andra TV-serier
1995 lämnade han Seinfelds författarstab och började skriva för en annan framgångsrik situationskomedi: Paul Reiser's Galen i dig. Han skrev 18 avsnitt under säsongerna 4 och 5.
Larry Charles var exekutiv producent för den kortlivade men kritikerrosade TV-serien The Tick, engelska för fästingen, som handlar om en superhjälte i blå trikåer och antenner och visades på FOX hösten 2001. Han är noterad som författare till två av avsnitten. Huvudrollen spelades av Patrick Warburton som förekom som en återkommande karaktär i Seinfeld. Tillsammans med Scott Adams var han skapare och också exekutiv producent för den tecknade tv-versionen av den tecknade serien Dilbert. Den visades i två säsonger på United Paramount Network från 1999 och Larry Charles är noterad som medförfattare till 19 avsnitt.
År 2000 inledde Larry Charles sin bana som regissör på TV-serien Simma lugnt, Larry! på HBO, skapad av Larry David från Seinfeld. Han har nominerats till Emmy för  The Nanny From Hell och The Survivor och han har regisserat 16 avsnitt.
Larry Charles var exekutiv producent och manusförfattare till de första två säsongerna av Entourage, också den på HBO. 
Sammanlagt producerade han tjugotvå avsnitt och skrev fyra; Talk Show, Busey and the Beach, New York och Chinatown.

## Film
Larry Charles debuterade på vita duken med Masked and Anonymous, 2003, en film som han regisserade och tillsammans med Bob Dylan författade. De använde pseudonymerna Rene Foantine respektive Sergei Petrov. Hans andra film som regissör var Borat från år 2006. Sacha Baron Cohen, som spelar Borat, kom inte överens med den ursprunglige regissören och då gick jobbet till Larry Charles. Samarbetet fungerade och Larry Charles gjorde också uppföljaren Brüno 2009. Däremellan regisserade han Bill Mahers film Religulous, 2008, en dokumentär där Bill Maher tar temperaturen på världsreligionerna.,

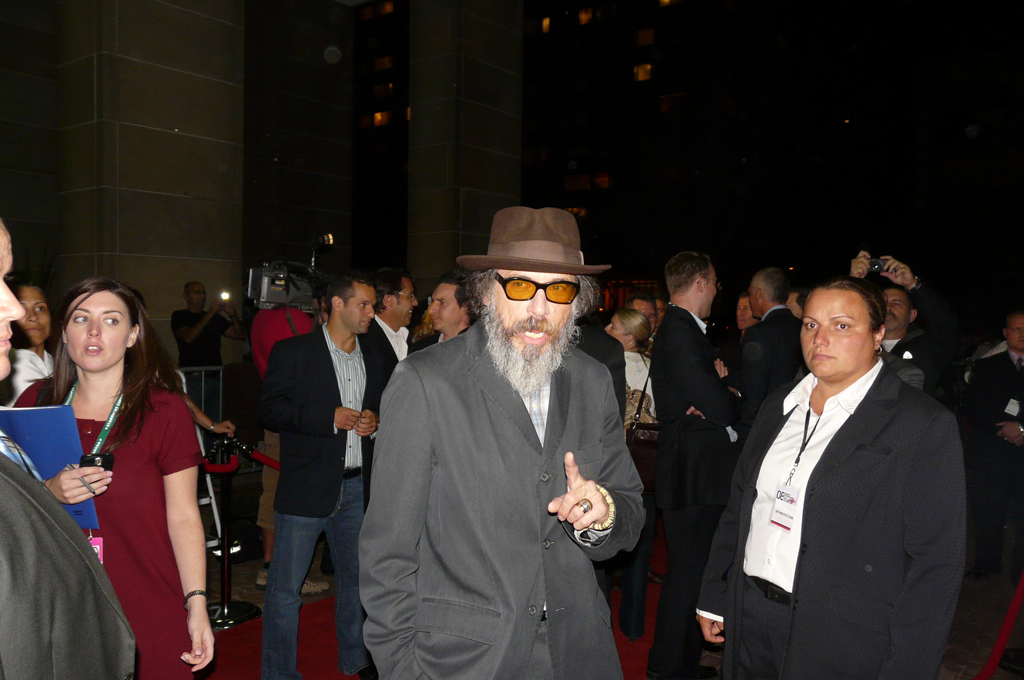
Larry Charles vid en premiär för Religulous.

### Filmografi som regissör
- Masked and Anonymous (2003)
- Simma lugnt, Larry! (originaltitel Curb youre enthusiasm) (2000 - 2009)
- Borat (2006)
- Religulous (2008)
- Brüno (2009)
- The Dictator (2012)

## Live uppträdanden
Larry Charles uppträder sällan live, men han har varit med på den alternativa, Los Angeles baserade, komikerföreningen Un-Cabaret. Hans uppträdanden kan höras på flera av deras poddsändningar. 